# Semiana
Semiana je italská obec v provincii Pavia v oblasti Lombardie.
K 31. prosinci 2010 zde žilo 251 obyvatel.

## Sousední obce
Lomello, Mede, Sartirana Lomellina, Valle Lomellina, Velezzo Lomellina